# Treason (Common Law)
Treason (dt. Verrat) ist das Verbrechen, eine Staatsgewalt anzugreifen, der man Treue schuldet. Dazu gehören typischerweise Handlungen wie die Teilnahme an einem Krieg gegen das eigene Heimatland, der Versuch, seine Regierung zu stürzen, sein Militär, seine Diplomaten oder seine Geheimdienste für eine feindliche und fremde Macht auszuspionieren, oder der Versuch, sein Staatsoberhaupt zu töten.
Unter der angelsächsischen Common-Law-Rechtsprechung wird generell zwischen Treason (Landesverrat) und High treason (Hochverrat) unterschieden.

## Vereinigtes Königreich
Das britische Hochverratsgesetz ist seit dem Treason Act von 1351 fast vollständig im Bürgerlichen Gesetzbuch verankert. Das Gesetz ist in normannischem Französisch verfasst, wird aber häufiger in seiner englischen Übersetzung zitiert. Der Treason Act wurde 1661, 1695, 1702, 1708, 1795 und 1848 erweitert und präzisiert, insbesondere um Verbrechen gegen den Monarchen zu definieren. Das Gesetz von 1695 enthielt unter anderem eine Regel, dass Verrat nur durch die Aussage von zwei Zeugen nachgewiesen werden konnte, und fast hundert Jahre später wurde diese in die US-Verfassung aufgenommen. Verrat zu begehen hängt von der altertümlichen Vorstellung von Treue ab: Als solche schulden alle britischen Staatsangehörigen (aber nicht andere Commonwealth-Bürger) dem Monarchen Treue, ebenso wie Commonwealth-Bürger und Ausländer, die sich zum Zeitpunkt der verräterischen Tat im Vereinigten Königreich aufhalten (außer Diplomaten und ausländische Invasionstruppen), diejenigen, die einen britischen Pass besitzen, und Ausländer, die – nachdem sie in Großbritannien gelebt haben und wieder ins Ausland gegangen sind – Familie und Hab und Gut in Großbritannien zurückgelassen haben. 1998 wurde die Todesstrafe abgeschafft; in der Praxis wurde sie seit 1945 nicht mehr vollstreckt, nachdem William Joyce alias Lord Haw-Haw gehängt worden war. 

### Legion Freies Indien

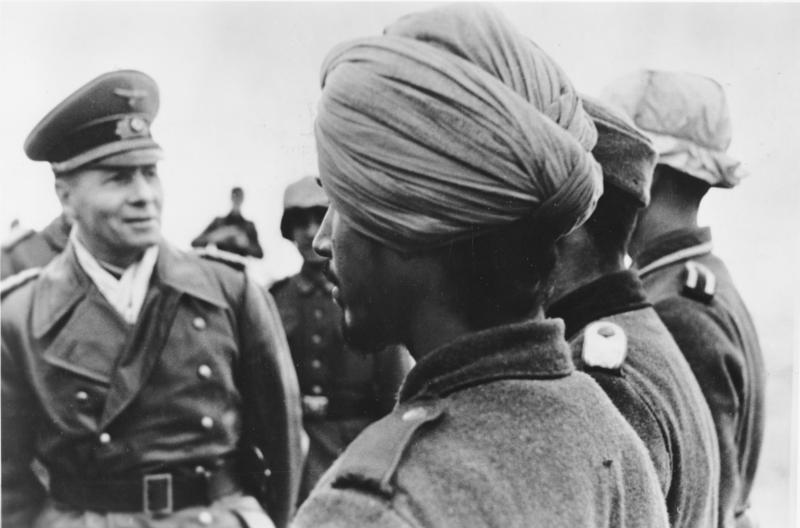
Generalfeldmarschall Rommel bei der Besichtigung einer Einheit „Freies Indien“, Biskaya 10. Februar 1944

Die Legion Freies Indien (synonym Indische Legion, Infanterie-Regiment 950 oder Azad-Hind-Legion) war ein Verband der Wehrmacht im Zweiten Weltkrieg, die aus Studenten Britisch-Indiens in Deutschland und indischen Kriegsgefangenen, die in der British Army gedient hatten, bestand. Die britische Anklage im November 1945 gegen drei Vertreter der Legion scheiterte im Zusammenhang mit dem Kampf um die indische Unabhängigkeit.

## Vereinigte Staaten
Da das First Amendment Rede, wie gewalttätig auch immer sie gegen den Staat geäußert wird, schützt, gibt es das in der sonstigen Common-Law-Rechtsprechung übliche Verbrechen High Treason (Hochverrat) nicht. Zudem ist treason (Landesverrat) aufgrund der Verfassung sehr streng ausschließlich als eine Handlung definiert, die einem Feind während eines erklärten Kriegszustands hilft; daher wurden seit 1797 weniger als 30 Personen unter diesem Passus angeklagt. Jedoch schulden US-Bürger laut Verfassung auch dem Bundesstaat Treue, in dem sie leben, und sie können daher sowohl gegen die Bundesstaatlichkeit als auch gegen den Staat, in dem sie leben, Verrat begehen. Zumindest 14 Personen wurden seit 1797 wegen Verrats gegen ihren heimischen Staat angeklagt; mindestens sechs von ihnen wurden verurteilt, und fünf wurden hingerichtet. Doch wird es sowohl rechtlich als auch politisch infrage gestellt, ob einzelne Bundesstaaten Landesverrat bestrafen sollten.
Verbrechen, die von Ländern, die einem civil code (Bürgerlichen Gesetzbuch) folgen, als Landesverrat bestraft werden, werden in den Vereinigten Staaten generell unter der Rubrik Spionage verfolgt, besonders unter den Gesetzen Espionage Act (Gesetz über Spionage von 1917) und Foreign Agents Registration Act (FARA) (Registrierungsgesetz für Auslandsvertreter von 1938). FARA eignet sich besonders für die strengste Verfolgung von Spionagestraftaten, die ansonsten rechtlich trivial erscheinen würden und schwer zu verfolgen wären.